# Зеленковська Світлана Геннадіївна
Світлана Геннадіївна Зеленковська (нар.. 1977) — білоруська і українська акторка театру і кіно, членкиня громадського об'єднання «Білоруська гільдія акторів кіно».

## Біографія
Народилася 29 травня 1977 року в Мінську.
У 1994 році закінчила мінську гімназію № 11, після чого поступила в Білоруську державну академію мистецтв, яку закінчила у 1998 році. З 1998 по 2017 роки працювала в Національному академічному театрі імені Янки Купали (Мінськ). З 2015 року проживає у Києві.
13 червня 2000 року народила дочку Ксенію у першому шлюбі. 13 листопада 2013 року народила сина Макара від лідера групи «Brutto» Сергія Міхалка. 15 лютого 2019 року народила третю дитину. Одружена з музикантом Сергієм Михалком з серпня 2015 року.

## Творчість

### Театр

#### Національний академічний театр імені Янки Купали
- Піраміда Хеопса (Таня)
- Вічний Фома (Настя)
- Одружитися — не журиться (Авгінія)
- КІМ (Юля)
- Ідилія (Танцівниця)
- Ліс (Аксюша)
- Сон в літню ніч (Олена)
- Павлинка (Павлинка)
- Чорна пані Несвіжа (Барбара Радзивіл)
- Загублений рай (Єва)
- СВ (Шарлотта)
- Чичиков (дружина поліцмейстера)
- Снігова королева (Снігова королева)
- Маестро (Ілона, валторна)
- Макбет (Леді Макбет)
- Діти Ванюшина
- Хам (Франка)

#### Продюсерський центр «Меджік»
- Войцек (Марія)

#### Сучасний мистецький театр
- FM Мучево
- Таємниця танцю

### Фільмографія
- 1983 — Казка про Зоряного хлопчика
- 1985 — Іди і дивись
- 2000 — Кам'янська
- 2003 — Анастасія Слуцька — княгиня Анастасія Слуцька
- 2003 — Окупація. Містерії — Єва
- 2005 — Три таллера — мама
- 2006 — Вакцина
- 2006 — Ваша честь
- 2006 — Я — детектив
- 2007 — Майор Вєтров — Блондинка
- 2008 — Риорита — полонена німкеня
- 2009 — Сьомін. Торговці життям — Брюнетка
- 2009 — Суд.
- 2010 — Масакра, Іронія удачі
- 2010 — Журов-2
- 2010 — Замах
- 2011 — Самотній острів

## Призи та нагороди
- Приз «Кращий дебют на фестивалі» VI Міжнародного театрального фестивалю «Біла вежа» за роль Барбари у виставі «Чорна панна Нясвіжа» (2001).
- Приз «За кращу жіночу роль» фестивалю «Надія» за роль Барбари у виставі «Чорна панна Нясвіжа» (Гродно, 2001).
- Лауреат «PRемiя-2003» в номінації «Краща PR-персона» за створення образу року (ролі у кінофільмах «Легенда про Анастасії Слуцької» та «Окупація»).
- Диплом «За найкращий дебют у кіно» МКФ «Золотий Витязь» — фільм «Анастасія Слуцька», реж. Ю. Елхов (2003).
- Приз за кращий дебют на VI МКФ «Бригантина» — фільм «Анастасія Слуцька», реж. Ю. Елхов (2003).
- Спеціальний приз X Мінського МКФ «Лістапад-2003» «За яскравий дебют і патріотизм» — фільм «Анастасія Слуцька», реж. Ю. Елхов.
- Приз IV Міжнародного акторської фестивалю «Стожари» за кращий дебют — фільм «Анастасія Слуцька», реж. Ю. Елхов (Київ, 2003).
- Приз за найкращу жіночу роль у театральному конкурсі XIV Мінського МКФ «Листапад-2007» за роль Леді Макбет у виставі «Макбет».